# Parc (stacja metra)
Parc – stacja metra w Montrealu, na linii niebieskiej. Obsługiwana przez Société de transport de Montréal (STM). Znajduje się w Parc-Extension, w dzielnicy Villeray–Saint-Michel–Parc-Extension.